# Atomówki
Atomówki (ang. The Powerpuff Girls) – amerykański serial animowany dla młodszej widowni opowiadający o trzech dziewczynkach obdarzonych supermocą. Ich zadaniem jest walka z przestępczością, ratowanie ludzi przed kataklizmami i katastrofami oraz obrona miasta przed atakami potworów i kosmitów. Serial został stworzony przez Craiga McCrackena i wyprodukowany przez studio Hanna-Barbera dla Cartoon Network. 
Światowa premiera pierwszego odcinka miała miejsce 18 listopada 1998 r. W Stanach Zjednoczonych emisję zakończono 25 marca 2005 roku, a w Polsce w 2006. Jednak 28 stycznia 2013 roku w USA ogłoszono, że specjalny tytuł The Powerpuff Girls: Dance Pantsed (pol. Atomówki – Taneczne rewolucje) z udziałem dziewczynek będzie miał premierę w USA 20 stycznia 2014 roku. Pierwotnie odcinek miał mieć premierę 13 września 2013 roku, a później 18 listopada 2013 roku, jednak z przyczyn technicznych amerykański Cartoon Network wyemitował go z czteromiesięcznym opóźnieniem. Specjalnością jest piosenkarz Ringo Starr z zespołu The Beatles, śpiewający nową, oryginalną piosenkę I Wish I Was a Powerpuff Girl (Chciałbym być Atomówką) i śpiewana przez nową postać – Fibonacciego Sequinse'a. Tym razem serial animowany został wyreżyserowany przez Dave'a Smitha, który reżyserował odcinki serii w przeszłości z oryginalnymi aktorami, którzy powrócili do wznowienia swych ról. Craig McCracken nie bierze udziału w dalszych produkcjach serii. W polskim Cartoon Network odcinek został wyemitowany 26 lipca 2014 roku.
Po 11 latach przerwy serial powrócił do Cartoon Network. Pierwszy odcinek nowej serii miał premierę 4 kwietnia 2016 roku.

## Fabuła
Atomówki żyją w fikcyjnym mieście Townsville w Stanach Zjednoczonych (nie mylić z Townsville w Australii). Zostały stworzone przez profesora Atomusa, który próbował stworzyć idealne dziewczynki, ale – popchnięty przez laboratoryjną małpkę Jojo – rozbił naczynie ze „Związkiem X”, który dostał się do przygotowywanej przezeń mieszaniny. W wyniku eksperymentu narodziły się Atomówki. Posiadają wiele nadnaturalnych zdolności – potężną siłę, superszybkość, umiejętność latania, strzelania laserem z oczu, fale dźwiękowe, miotanie piorunami, klonowanie i zmniejszanie się oraz wiele innych (każda z nich ma też umiejętność, której nie posiadają dwie pozostałe siostry). Potrafią też tworzyć grupowe superataki.

## Postaci
Atomówki:
- Bójka (ang. Blossom): Liderka grupy, wyróżniająca się różowymi elementami stroju i rudymi włosami spiętymi w kokardę. Jest inteligentna, odpowiedzialna i zdeterminowana, często opracowuje strategie walki z przeciwnikami. Jej analityczne podejście i zdolności przywódcze sprawiają, że jest naturalną liderką zespołu.
- Bajka (ang. Bubbles): Urocza i wrażliwa członkini grupy, nosząca niebieskie ubrania i mająca blond włosy związane w dwa kucyki. Charakteryzuje się empatią i miłością do zwierząt, co czasem sprawia, że jest postrzegana jako naiwna. Jednak w obliczu niebezpieczeństwa potrafi wykazać się odwagą i determinacją, dorównując siostrom w walce.
- Brawurka (ang. Buttercup): Najbardziej temperamentna i odważna z Atomówek, ubrana na zielono, z krótkimi czarnymi włosami. Jest impulsywna, lubi wyzwania i często podejmuje ryzyko. Jej bojowy charakter i siła czynią ją nieocenioną w starciach z wrogami, choć czasem jej impulsywność prowadzi do konfliktów.

Główni mieszkańcy Townsville:
- Profesor Atomus (ang. Professor Utonium): Genialny naukowiec i twórca Atomówek, pełniący rolę ich ojca. Stworzył dziewczynki przypadkowo, łącząc „cukier, słodkości i różne śliczności” z tajemniczym Związkiem X. Jest troskliwy, mądry i zawsze służy radą oraz wsparciem dla swoich podopiecznych.
- Burmistrz (ang. Mayor): Niski, starszy mężczyzna o ekscentrycznym zachowaniu, pełniący funkcję burmistrza Townsville. Często jest nieporadny i polega na Atomówkach oraz swojej kompetentnej sekretarce w rozwiązywaniu problemów miasta.
- Sara Bella (ang. Sara Bellum): Sekretarka burmistrza, inteligentna i zaradna kobieta, której twarz nigdy nie jest w pełni ukazana. To ona w rzeczywistości zarządza miastem, podejmując kluczowe decyzje i wspierając Atomówki w ich misjach.
- Panna Keane (ang. Ms. Keane): Wychowawczyni w przedszkolu „Pod Dębami”, do którego uczęszczają Atomówki. Jest ciepła, opiekuńcza i oddana swoim uczniom, dbając o ich rozwój i bezpieczeństwo.

Czarne charaktery:
- Mojo Jojo: Humanoidalna małpa o wysokiej inteligencji, dawniej asystent Profesora Atomusa. Jego nieudany eksperyment doprowadził do powstania Atomówek, co wzbudziło w nim zazdrość i chęć zemsty. Jest jednym z głównych antagonistów, nieustannie planującym przejęcie władzy nad światem.
- Feler Lumpeks (ang. Fuzzy Lumpkins): Stworzenie przypominające włochatego potwora, mieszkające na obrzeżach Townsville. Jest agresywny, zwłaszcza gdy ktoś narusza jego przestrzeń, co często prowadzi do konfliktów z Atomówkami.
- On (ang. Him): Tajemnicza postać o androgynicznym wyglądzie, będąca personifikacją zła. Jego manipulacje i psychiczne tortury stanowią poważne wyzwanie dla Atomówek, co testuje ich siłę i determinację.
- Księżniczka Forsiasta (ang. Princess Morbucks): Rozpieszczona i bogata dziewczynka, pragnąca zostać Atomówką. Gdy jej życzenie nie zostaje spełnione, staje się ich rywalką, używając swojego bogactwa do tworzenia zaawansowanych technologicznie gadżetów w celu pokonania bohaterek.
- Super Mocne Chłopaki (ang. The Rowdyruff Boys): Męskie odpowiedniki Atomówek, stworzone przez Mojo Jojo z użyciem ślimaków, psich ogonów i Związku X. Są aroganccy, agresywni i stanowią poważne zagrożenie dla Atomówek, z którymi wielokrotnie toczą zacięte boje.

## Odcinki

### Spis odcinków
| Nr                 | Polski tytuł                             | Angielski tytuł                                   |
| ------------------ | ---------------------------------------- | ------------------------------------------------- |
|                    |                                          |                                                   |
| ODCINKI PILOTOWE   |                                          |                                                   |
|                    |                                          |                                                   |
| P1                 | Felerne mięso                            | Meat Fuzzy Lumpkins                               |
|                    |                                          |                                                   |
| P2                 | Podstawy zbrodni                         | Crime 101                                         |
|                    |                                          |                                                   |
| SERIA PIERWSZA     |                                          |                                                   |
|                    |                                          |                                                   |
| 01                 | Wygląd zewnętrzny                        | Insect Inside                                     |
| 01                 | Dziewczęcy gang                          | Powerpuff Bluff                                   |
|                    |                                          |                                                   |
| 02                 | Pieski świat                             | Monkey See, Doggy Do                              |
| 02                 | Straszna niania                          | Mommy Fearest                                     |
|                    |                                          |                                                   |
| 03                 | Osiek wcielony                           | Octi Evil                                         |
| 03                 | Na zdrowie                               | Geshundfight                                      |
|                    |                                          |                                                   |
| 04                 | Zauroczenie                              | Buttercrush                                       |
| 04                 | Felerna wyprawa                          | Fuzzy Logic                                       |
|                    |                                          |                                                   |
| 05                 | Boogie straszy                           | Boogie Frights                                    |
| 05                 | Abramakabrak                             | Abracadaver                                       |
|                    |                                          |                                                   |
| 06                 | Telefoniczne wygłupy                     | Telephonies                                       |
| 06                 | Prawdziwa miłość                         | Tough Love                                        |
|                    |                                          |                                                   |
| 07                 | Fałszywy bohater                         | Major Competition                                 |
| 07                 | Mojo Jojo                                | Mr. Mojo's Rising                                 |
|                    |                                          |                                                   |
| 08                 | Lepka sprawa                             | Paste Makes Waste                                 |
| 08                 | Lodowata atmosfera                       | Ice Sore                                          |
|                    |                                          |                                                   |
| 09                 | Bajkofuria                               | Bubblevicious                                     |
| 09                 | Naga prawda                              | The Bare Facts                                    |
|                    |                                          |                                                   |
| 10                 | Kotastrofa                               | Cat Man Do                                        |
| 10                 | Felerny burmistrz                        | Impeach Fuzz                                      |
|                    |                                          |                                                   |
| 11                 | Mojo Jojo ratuje sytuację                | Just Another Manic Mojo                           |
| 11                 | Raz na smutno                            | Mime for a Change                                 |
|                    |                                          |                                                   |
| 12                 | Przebojowcy                              | The Rowdyruff Boys                                |
|                    |                                          |                                                   |
| 13                 | Panna Dynamo                             | Uh Oh Dynamo                                      |
|                    |                                          |                                                   |
| SERIA DRUGA        |                                          |                                                   |
|                    |                                          |                                                   |
| 14                 | Chcieć to mieć                           | Stuck Up, Up and Away                             |
| 14                 | Szkolne rozrabiaki                       | School House Rocked                               |
|                    |                                          |                                                   |
| 15                 | Kolekcja                                 | Collect Her                                       |
| 15                 | Superzły                                 | Supper Villain                                    |
|                    |                                          |                                                   |
| 16                 | Urodziny Atomówek                        | Birthday Bash                                     |
| 16                 | Tego już za wiele                        | Too Pooped to Puff                                |
|                    |                                          |                                                   |
| 17                 | Piaskowy Dziadek                         | Dream Scheme                                      |
| 17                 | Kto śpi, ten traci                       | You Snooze You Lose                               |
|                    |                                          |                                                   |
| 18                 | Wszystko ma być zjedzone                 | Beat Your Greens                                  |
| 18                 | Brudne intencje                          | Down n' Dirty                                     |
|                    |                                          |                                                   |
| 19                 | Dobry Billy                              | Slave the Day                                     |
| 19                 | Bajka Mojo Jojo                          | Los Dos Mojos                                     |
|                    |                                          |                                                   |
| 20                 | Wyjątkowy prezent                        | A Very Special Blossom                            |
| 20                 | Nocny szlaban                            | Daylight Savings                                  |
|                    |                                          |                                                   |
| 21                 | Mojo do wynajęcia                        | Mo Job                                            |
| 21                 | Żywa zabawka                             | Pet Feud                                          |
|                    |                                          |                                                   |
| 22                 | Wymyślony przyjaciel                     | Imaginary Fiend                                   |
| 22                 | Buzi, buzi                               | Cootie Gras                                       |
|                    |                                          |                                                   |
| 23                 | Zabawy w deszczowy dzień                 | The Powerpuff Girls Best Rainy Day Adventure Ever |
| 23                 | Po prostu zasłużyła                      | Just Desserts                                     |
|                    |                                          |                                                   |
| 24                 | Zwariowana siostra                       | Twisted Sister                                    |
| 24                 | Tajemnica                                | Cover Up                                          |
|                    |                                          |                                                   |
| 25                 | Demon szybkości                          | Speed Demon                                       |
| 25                 | Podstępny Mojo Jojo                      | Mojo Jonesin'                                     |
|                    |                                          |                                                   |
| 26                 | O mały włos                              | Something's a Ms.                                 |
| 26                 | Igraszki z wrogiem                       | Slumbering with the Enemy                         |
|                    |                                          |                                                   |
| SERIA TRZECIA      |                                          |                                                   |
|                    |                                          |                                                   |
| 27                 | Upadli bohaterowie                       | Fallen Arches                                     |
| 27                 | O mały włos (po raz 2)                   | The Mane Event                                    |
|                    |                                          |                                                   |
| 28                 | Przeprowadzka                            | Town and Out                                      |
| 28                 | Opiekunka do dzieci                      | Child Fearing                                     |
|                    |                                          |                                                   |
| 29                 | Krytyczny kryzys                         | Criss Cross Crisis                                |
|                    |                                          |                                                   |
| 30                 | Krótka krótkowzroczność                  | Bubble Vision                                     |
| 30                 | Kto pod kim dołki kopie, sam w nie wpada | Bought and Scold                                  |
|                    |                                          |                                                   |
| 31                 | Wielkie biegi małej Twiggy               | Gettin' Twiggy With It                            |
| 31                 | Zasadzka                                 | Cop Out                                           |
|                    |                                          |                                                   |
| 32                 | Klejnot w pudełku                        | Jewel of the Aisle                                |
| 32                 | Superzera                                | Super Zeroes                                      |
|                    |                                          |                                                   |
| 33                 | Trzy dziewczynki i potwór                | Three Girls and a Monster                         |
| 33                 | Małpi rozum                              | Monkey See, Doggy Two                             |
|                    |                                          |                                                   |
| 34                 | Katastrofa                               | Catastrophe                                       |
| 34                 | Cukierkowa historia                      | Candy Is Dandy                                    |
|                    |                                          |                                                   |
| 35                 | Bufon w balonie                          | Hot Air Buffoon                                   |
| 35                 | Szał zabawek                             | Ploys R' Us                                       |
|                    |                                          |                                                   |
| 36                 | Profesówka                               | Powerprof.                                        |
|                    |                                          |                                                   |
| 37                 | Z pustego w próżne                       | The Headsucker's Moxy                             |
| 37                 | Równouprawnienie                         | Equal Fights                                      |
|                    |                                          |                                                   |
| 38                 | Ząb za ząb                               | Moral Decay                                       |
| 38                 | Zbójtlesi                                | Meet the Beat Alls                                |
|                    |                                          |                                                   |
| 39                 | Istny zwierzyniec                        | Helter Shelter                                    |
| 39                 | Mocno przesadzone                        | Power Lunch                                       |
|                    |                                          |                                                   |
| SERIA CZWARTA      |                                          |                                                   |
|                    |                                          |                                                   |
| 40                 | Filmowa fikcja                           | Film Flam                                         |
|                    |                                          |                                                   |
| 41                 | Jak cię widzą, tak cię rysują            | All Chalked Up                                    |
|                    |                                          |                                                   |
| 42                 | Powrót Mojo Jojo                         | Get Back Jojo                                     |
|                    |                                          |                                                   |
| 43                 | On i jego zagadki                        | Him Diddle Riddle                                 |
|                    |                                          |                                                   |
| 44                 | Tylko dla członków                       | Members Only                                      |
|                    |                                          |                                                   |
| 45                 | Złoty interes                            | Knock It Off                                      |
|                    |                                          |                                                   |
| 46                 | Superkoleżanki                           | Superfriends                                      |
|                    |                                          |                                                   |
| 47                 | Zabójczy deszcz                          | Nano of the North                                 |
|                    |                                          |                                                   |
| 48                 | Zabłąkana Bombka                         | Stray Bullet                                      |
|                    |                                          |                                                   |
| 49                 | Walka zła ze złem                        | Forced Kin                                        |
|                    |                                          |                                                   |
| 50                 | Keane i Ken                              | Keen on Keane                                     |
| 50                 | Odlotowa Bójka                           | Not So Awesome Blossom                            |
|                    |                                          |                                                   |
| 51                 | Paranoja                                 | Power-Noia                                        |
|                    |                                          |                                                   |
| FILM               |                                          |                                                   |
|                    |                                          |                                                   |
| F1                 | Atomówki – film                          | The Powerpuff Girls Movie                         |
|                    |                                          |                                                   |
| ODCINEK ŚWIĄTECZNY |                                          |                                                   |
|                    |                                          |                                                   |
| S1                 | Walka przed Gwiazdką                     | Twas the Fight Before Christmas                   |
|                    |                                          |                                                   |
| SERIA PIĄTA        |                                          |                                                   |
|                    |                                          |                                                   |
| 52                 | Zrób tak jak ja                          | Nuthin' Special                                   |
| 52                 | Kobranocka                               | Neighbor Hood                                     |
|                    |                                          |                                                   |
| 53                 | Na potwora nie ma amatora                | Monstra-City                                      |
| 53                 | Taki wyszczekany                         | Shut the Pup Up                                   |
|                    |                                          |                                                   |
| 54                 | Przepowiadam wam śmieszną kreskówkę      | I See a Funny Cartoon in Your Future              |
| 54                 | Zaginięcie Ośka                          | Octi-Gone                                         |
|                    |                                          |                                                   |
| 55                 | Duże dzieci, duży kłopot                 | Toast of the Town                                 |
| 55                 | Na co ci ta matma?                       | Divide and Conquer                                |
|                    |                                          |                                                   |
| 56                 | Na złodzieju czapka gore                 | Burglar Alarmed                                   |
| 56                 | Daleko od szosy                          | Shotgun Wedding                                   |
|                    |                                          |                                                   |
| 57                 | Mojo pod ochroną                         | Save Mojo                                         |
| 57                 | Nauczyciel dręczyciel                    | Substitute Creature                               |
|                    |                                          |                                                   |
| 58                 | Chłopaki nie płaczą                      | The Boys Are Back in Town                         |
|                    |                                          |                                                   |
| 59                 | Róży kwiat zmienia świat                 | See Me, Feel Me, Gnomey                           |
|                    |                                          |                                                   |
| 60                 | Mokra robota                             | Pee Pee G's                                       |
| 60                 | Gry wojenne                              | Boy Toys                                          |
|                    |                                          |                                                   |
| 61                 | To pestka                                | Seed No Evil                                      |
| 61                 | Wspominki                                | City of Clipsville                                |
|                    |                                          |                                                   |
| 62                 | Tak po prawdzie                          | Lying Around the House                            |
| 62                 | Chłopak na opak                          | Bubble Boy                                        |
|                    |                                          |                                                   |
| 63                 | Film dokumentalny: Z życia Atomówek      | The Powerpuff Girls: A Documentary                |
| 63                 | Co grzeczne, to niebezpieczne            | Girls Gone Mild                                   |
|                    |                                          |                                                   |
| 64                 | Przeklinanie nie popłaca                 | Curses                                            |
| 64                 | Jaka płaca, taka praca                   | Bang for Your Buck                                |
|                    |                                          |                                                   |
| 65                 | Oniemiałe kino                           | Silent Treatment                                  |
| 65                 | Słodkie zauroczenie                      | Sweet 'n' Sour                                    |
|                    |                                          |                                                   |
| SERIA SZÓSTA       |                                          |                                                   |
|                    |                                          |                                                   |
| 66                 | Dwóch naczelnych                         | Prime Mates                                       |
| 66                 | Autodestrukcja                           | Coupe D'Etat                                      |
|                    |                                          |                                                   |
| 67                 | Życie jest jak zen                       | Makes Zen to Me                                   |
| 67                 | Potworny stryjek                         | Say Uncle                                         |
|                    |                                          |                                                   |
| 68                 | Śmierdząca sprawa                        | Reeking Havoc                                     |
| 68                 | Życie dynamiczne                         | Live & Let Dynamo                                 |
|                    |                                          |                                                   |
| 69                 | Mojomowa                                 | Mo' Linguish                                      |
| 69                 | Oj, znowu to samo                        | Oops, I Did It Again                              |
|                    |                                          |                                                   |
| 70                 | Podmalowana opowieść                     | A Made Up Story                                   |
|                    |                                          |                                                   |
| 71                 | Mała Miss Interpretacja                  | Little Miss Interprets                            |
| 71                 | Kiszony sen                              | Night Mayor                                       |
|                    |                                          |                                                   |
| 72                 | Wojna ojców                              | Custody Battle                                    |
| 72                 | Gryzący problem                          | City of Nutsville                                 |
|                    |                                          |                                                   |
| 73                 | Aspiracje                                | Aspirations                                       |
|                    |                                          |                                                   |
| 74                 | To nie moje dziecko                      | That's Not My Baby                                |
| 74                 | Jako rzecze małpa                        | Simian Says                                       |
|                    |                                          |                                                   |
| 75                 | Poranienie słoneczne                     | Sun Scream                                        |
| 75                 | Miasto Płaczville                        | City of Frownsville                               |
|                    |                                          |                                                   |
| 76                 | Mojo Kid w samo południe                 | West in Pieces                                    |
|                    |                                          |                                                   |
| 77                 | Zmieszane, nie wstrząśnięte              | Crazy Mixed Up Puffs                              |
| 77                 | Czy leci z nami pirat?                   | Mizzen in Action                                  |
|                    |                                          |                                                   |
| 78                 | Większy nie znaczy lepszy                | What's the Big Idea?                              |
| 78                 | Felerna kultura                          | Roughing It Up                                    |
|                    |                                          |                                                   |
| ODCINKI SPECJALNE  |                                          |                                                   |
|                    |                                          |                                                   |
| S2                 | Atomówki rządzą!                         | The Powerpuff Girls Rule!!!                       |
|                    |                                          |                                                   |
| S3                 | Atomówki – Taneczne rewolucje            | The Powerpuff Girls: Dance Pantsed                |